# Дурдан
Дурдан (фр. Dourdan) је насељено место у Француској у региону Париски регион, у департману Есон.
По подацима из 2011. године у општини је живело 10.036 становника, а густина насељености је износила 327,55 становника/km².

## Демографија
| 1962. | 1968. | 1975. | 1982. | 1990. | 2011.  |
| ----- | ----- | ----- | ----- | ----- | ------ |
| 4.293 | 5.378 | 7.441 | 8.057 | 9.043 | 10.036 |